# Claiton Salvaro Brolessi
Claiton Salvaro Brolessi (Criciúma, 19 de março de 1975) é um administrador e político brasileiro, filiado ao Partido Socialista Brasileiro (PSB).
Nas eleições de 2014, em 5 de outubro, foi eleito deputado estadual para a Assembleia Legislativa de Santa Catarina na 18ª legislatura (2015 — 2019). Assumiu o cargo em 1 de fevereiro de 2015.